# Джулия (роман)
Вижте пояснителната страница за други значения на Джулия.
„Джулия“ (на английски: Julia) е роман на американския писател Питър Строб от 1976 година. Това е вторият роман на писателя, но всъщност втората му публикувана книга, защото втората му книга „Под Венера“ излиза на пазара едва през 1984 г. Сред творческият път на Строб „Джулия“ е значим роман, защото е първият, който се занимава със свръхестественото.
Книгата е филмирана в адаптиран вариант през 1977 г. Филмът носи името „Преследването на Джулия“, а главната роля се играе от Мия Фароу. Друго използвано име за филма е и „Пълен кръг“.
В България книгата има само едно издание от 1992 година.

## Сюжет
Джулия Лофтинг закупува просторна къща в Лондон с цел да избяга от своя надменен съпруг Магнъс и да започне живота си на чисто след смъртта на 9-годишната си дъщеря Кейт. Не след дълго обаче тя започва да подозира, че не е сама в голямата къща. След провеждането на сеанс в дома ѝ, Джулия бива обладана от страха, че злонамерено свръхестествено създание я дебне на всеки ъгъл в лондонската ѝ къща.